# Odites actuosa
Odites actuosa är en fjärilsart som beskrevs av Edward Meyrick 1914. Odites actuosa ingår i släktet Odites och familjen plattmalar. Inga underarter finns listade i Catalogue of Life.